# Kaumberg (Dolna Austria)
Kaumberg – gmina targowa w Austrii, w kraju związkowym Dolna Austria, w powiecie Lilienfeld. Według Austriackiego Urzędu Statystycznego liczyła 989 mieszkańców (1 stycznia 2014).